# Aerofly FS
Der Aerofly FS ist eine Serie von Flugsimulationen des Deutschen Spieleentwicklers IPACS. Die neueste Version, die im Dezember 2023 erschien, ist der mobile Flugsimulator Aerofly FS Global.

## Überblick
Der Flugsimulator ist sowohl auf den mobilen Betriebsgeräten iOS und Android als auch auf dem Computer erhältlich. Der neuste mobile Flugsimulator ist Aerofly FS Global. Der neuste Simulator für den PC ist Aerofly FS4.
Die Simulation bietet fotorealistische Luftbilder (Bodentexturen) für die ganze Welt, detaillierte 3D-Städte (auf Grundlage von OpenStreetMaps), individuell modellierte Points of Interest (POIs) wie Schlösser, berühmte Gebäude und über 2000 handgefertigte Flughäfen auf der ganzen Welt. In der derzeitigen Version können Wolken und Wind angepasst werden, aber es gibt kein reales Wetter.

## Enthaltene Inhalte
Die Flugzeugauswahl:
- Airliner: A320, Boeing 737-500, Boeing 777-300ER, Bombardier Dash 8Q-400
- Allgemeine Luftfahrt: Cessna 172, Beechcraft B58 Baron, Beech C90 King Air, Learjet 45, Extra 330, Pitts S-2B, Bücker Jungmeister
- Jets: F-15E, Aermacchi MB-339
- Historisch: F4U Corsair, P-38 Lightning, Fokker Dr.I, Sopwith Camel
- Segelflugzeuge: ASG 29, Swift S-1
- Helikopter: EC 135, Robinson R22

Als DLC verfügbar sind die folgenden Typen:
- Airliner: Airbus A380, Boeing 787-10 Dreamliner, Boeing 747-400, Boeing 737-900ER, Bombardier CRJ900ER
- Allgemeine Luftfahrt: Extra 330LX
- Jets: F/A-18C Hornet
- Historisch: Junkers Ju 52/3m, Messerschmitt Bf 109